# Norrtullsligan (film)
Norrtullsligan är en svensk dramafilm från 1923 i regi av Per Lindberg. Filmen är baserad på Elin Wägners debutroman Norrtullsligan från 1908. I huvudrollerna ses Tora Teje, Inga Tidblad, Renée Björling och Linnéa Hillberg.

## Handling
Filmen handlar om ett kollektiv kontorsflickors vedermödor i den manliga världen. Handlingen var fortfarande aktuell 1923 med sin beskrivning av kvinnlig solidaritet, kvinnans plats på arbetsmarknaden och kamp för medborgerliga rättigheter, konflikten mellan kärlek och arbete.
Kvinnokollektivet Norrtullsligans fyra medlemmar spelades av välkända skådespelerskor, Tora Teje som berättaren Pegg, Inga Tidblad som den busiga 18-åriga Baby, Renée Björling var den rejäla Eva och Linnea Hillberg den sjukliga Emmy, ”grå som en gammal sjal” enligt romanen.

## Om filmen
Filmen premiärvisades  annandag jul 1923, bland annat på Röda Kvarn vid Biblioteksgatan i Stockholm. Inspelningen skedde vid Bonnierateljén på Kungsholmen i Stockholm med några avsnitt från Sabbatsbergs sjukhus och Gyldene Freden med foto av Ragnar Westfelt. 
Som förlaga hade man Elin Wägners roman Norrtullsligan från 1908. Romanen användes även som förlaga till Schamyl Baumans film Efterlyst från 1939, som är en fristående fortsättning på Norrtullsligan. Lauritz Falk, som tretton år gammal filmdebuterade i Norrtullsligan, inledde härmed en lång karriär som filmskådespelare.
Wägner sålde filmrättigheterna till Norrtullsligan till det nystartade filmbolaget Bonnierfilm, där Karin Swanström var en driftig chef och senare chefsproducent och konstnärlig ledare för Svensk Filmindustri. Regissör var Per Lindberg, känd som en nyskapande teaterman. Filmmanuset skrevs av Hjalmar Bergman, som hade engagerats av filmbolaget för att skriva manus till populära verk av Bonnierförlagets författare - hans hustru Stina var syster till filmens regissör Per Lindberg.

## Rollista i urval
- Tora Teje – Pegg, kontorist
- Inga Tidblad – Baby, kontorist
- Renée Björling – Eva, kontorist
- Linnéa Hillberg – Emmy, kontorist
- Egil Eide – Peggs chef
- Tollie Zellman – kusin Görel
- Olav Riégo – Görels fästman
- Stina Berg – Görels mor
- Lili Ziedner – strejkagitator
- Lauritz Falk – Putte, Peggs lillebror
- Nils Asther – notarie, Babys "fästman"
- Gabriel Alw – Evas fästman
- Torsten Bergström – Peggs första kärlek
- Torsten Hillberg – Peggs bröllopskavaljer
- John Ekman – Babys chef
- John Norrman – upprymd nattvandrare
- Elsa Carlsson – flicka i syjuntan
- Rosa Tillman – flicka i syjuntan
- Elsa Ebbesen-Thornblad – arbetskamrat till Baby
- Svea Holst

## Kritik
Recensenterna var i stort sett positiva till filmen. Svenska Dagbladets recensent Märta Lindqvist såg filmen som en kvinnofilm i alla avseenden, där det maskulina elementet gjorde sig mycket litet gällande. Men som helhet ansåg hon Norrtullsligan vara en glad och trevlig film, ”präglad av herr Per Lindbergs karakteristiska och självständiga anda.”  Hon gör dock förbehållet att ”för den som icke tagit del av boken bör filmen emellertid bli mycket litet givande.”
Den välkände filmskribenten Robin Hood i Stockholmstidningen betonar det nyskapande filmiska uttryckssättet. ”Ofta når regissören lustiga effekter genom att fotografera snett uppifrån. En högst förfinad estetisk verkan. En genomgående stil som är helt ny”. ”Dr Lindberg bevisar filmens möjligheter. Han bör lämna den döende Thalia och koncentrera sig på filmen i stället”. 
Dagens Nyheters kritiker Elsa Danielson ansåg Tora Teje helt felplacerad. ”Hon passar inte för sin roll och gör inga ansträngningar för att passa i den. Hon är utsökt klädd och otroligt missklädsamt kammad i stället för att det borde ha varit tvärt om. Bokens Pegg är ju en bedårande flicka, livlig, intelligent, sprakande av humor och galghumor, känslig och varmblodig. Filmens Pegg är intetdera.” 
Flera bedömare var också kritiska till Tora Tejes apparition i filmen. Regissören hade försett henne med en ultramodern promenaddräkt, äkta pärlor och dyrbara örhängen. DN:s kritiker ironiserade: ”När man av texten får erfara att hon har 300 kronor i lön frågar man sig med häpnad var hon får sina eleganta kläder och juveler ifrån. Och att se henne i denna stund sitta och sucka efter 100 kronor till en vinterrock åt sin pys (hennes lillebror) verkar närmast skrattretande.”
Hjalmar Bergman gav filmen ett lyckligt slut som inte överensstämde med romanens, sannolikt av kommersiella skäl. Det var något som inte alla recensenter gillade. Mest kritisk var man i Aftonbladet: ”Skall det vara absolut nödvändigt att i ett övrigt fullt acceptabelt filmskådespel ha ett banalt slut? Härigenom bringas denna konstgren i en ofta oförtjänt misskredit hos mera kräsna åskådare. I alla händelser överraskar det att Bonnierfilm, som utgår från ett fullviktigt litterärt stoff så där utan vidare gör om händelseförloppet.”
Elin Wägner skrev själv en recension i Sydsvenskan och hade inga invändningar mot Tora Tejes rollfigur. ”Tora Tejes ansikte är det som man bäst kommer ihåg.” Det lyckliga slutet kunde hon också acceptera. ”Filmen slutar lyckligt, ty denne filmchef (Per Lindberg) är en fin och hygglig man och ingen cyniker. Lyckligt och egentligen sentimentalt, men det gör ingenting ty de sista scenerna är av de uppfinningsrika herrarna kryddade med en rad lustiga intermezzon som ta bort den söta smaken.”
Om filmens budskap konkluderar hon: ”Ger filmen någon föreställning om kontorsflickans verkliga värld? Ja, jag tror där finns glimtar av kamratskapet och bohêmelivet – här får jag göra undantag för Göteborg, därifrån det uttryckligen förklarats för mig att alla kontorister äro ordentliga, städade och med god ekonomi - och (en föreställning) av unga arbetande ensamma flickors känslovärld och sorger, allt transponerat över i filmens romantiska värld.”
Första kapitlet i författaren Mikaela Kindbloms bok "Våra drömmars stad, Stockholm i filmen", från 2006 handlar om Norrtullsligan.